# Das Modell (Rammstein)
Das Modell è un singolo del gruppo musicale tedesco Rammstein, pubblicato il 23 novembre 1997.

## Descrizione
Si tratta di una reinterpretazione dell'omonimo brano dei Kraftwerk. Il singolo conteneva anche un breve videogioco per Windows 95 con protagonisti i membri della band.

## Tracce
Testi e musiche dei Rammstein, eccetto dove indicato
CD promozionale
1. Das Modell – 4:46 (testo: Emil Schult, Ralf Hütter – musica: Karl Bartos, Ralf Hütter)
2. Kokain – 3:09

CD
1. Das Modell – 4:46 (testo: Emil Schult, Ralf Hütter – musica: Karl Bartos, Ralf Hütter)
2. Kokain – 3:09
3. Alter Mann (Special Version) – 4:22
4. Rammstein Computerspiel für Windows

## Formazione
Gruppo
- Till Lindemann – voce, programmazione
- Richard Kruspe – chitarra, programmazione
- Paul Landers – chitarra, programmazione
- Oliver Riedel – basso, programmazione
- Christoph "Doom" Schneider – batteria, programmazione
- Christian "Doktor Flake" Lorenz – tastiera, programmazione

Altri musicisti
- Marc Stagg – programmazione aggiuntiva
- Mathilde Bonnefoy – voce narrante

Produzione
- Jacob Hellner – produzione
- Rammstein – produzione
- Ronald Prent – missaggio

## Classifiche
| Classifica (1997-98) | Posizione massima |
| -------------------- | ----------------- |
| Austria              | 18                |
| Germania             | 5                 |
| Svezia               | 41                |